# تشونان (مدينة)

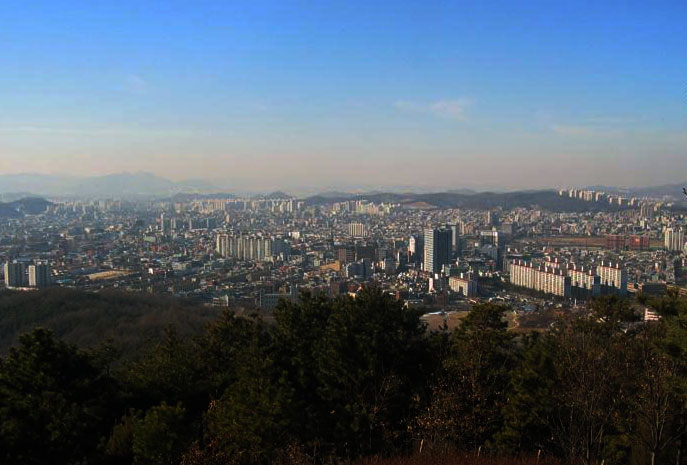
جمال الطبيعة في تشونان

تشونان (بالكورية: 천안시 | تشونان شي) هي مدينة تقع في الجزء الشمالي الشرقي من مقاطعة تشنغتشونغ الجنوبية، إحدى مقاطعات كوريا الجنوبية، وتبعد عن مدينة سول 83.6 كم إلى الجنوب. متوسط الحرارة في المدينة هو 12.5 درجة مئوية، وأعلى درجة مسجلة هي 34.2 درجة مئوية، في حين كانت أخفض درجة مسجلة هي -13.4 درجة مئوية.

## التاريخ
كانت تشونان دوماً محوراً رئيسياً للتنقل بسبب قربها من العاصمة سول، وتمركزها بالقرب من فجوة في سلسلة الجبال الشرقية (سلسلة جبال تشاريونغ) والتي تسمح للمتنقلين بالعبور إلى المراكز الجنوبية الشرقية لدايغو وبسان. سامغوري في تشونان (سامغوري هي التقاطعات الثلاث) يعتبر موقعاً استراتيجياً للنقل والمكان الذي انتشرت منه الثقافة لوقت طويل. كما أن سامغوري هي مكان سامنامدايرو والذي يبدأ من سول ثم ينقسم إلى قسمين الأول يقول إلى منطقة يونغنام في الجنوب الشرقي (وتضم غمتشون، ودايغو، وغيونغجو، ودونغناي) والقسم الثاني يقود عبر غونغجو ونونسان إلى منطقة هونام (وتضم جونجو، وغوانغجو، وسنتشون، ويوسو).

## الجغرافية
يحيط بالمدينة من الشرق جبال تشاريونغ، ويمتد من الغرب العديد من التلال والسهول. تضم أراضي المدينة عدة جبال منها جبل مالويسان (611 متر)، وسونغوسان (579 متر)، وتايجوسان (422 متر)، وهكسونغسان (519 متر)، وغوانغدوكسان (699 متر)، ومانغيونغسانغ (600 متر). المدينة نفسها منبسطة وتضم بضع مناطق منها آنسون دونغ، والتي بنيت على تضاريس جبلية.
| البيانات المناخية لـتشونان (1981–2010)      | البيانات المناخية لـتشونان (1981–2010) | البيانات المناخية لـتشونان (1981–2010) | البيانات المناخية لـتشونان (1981–2010) | البيانات المناخية لـتشونان (1981–2010) | البيانات المناخية لـتشونان (1981–2010) | البيانات المناخية لـتشونان (1981–2010) | البيانات المناخية لـتشونان (1981–2010) | البيانات المناخية لـتشونان (1981–2010) | البيانات المناخية لـتشونان (1981–2010) | البيانات المناخية لـتشونان (1981–2010) | البيانات المناخية لـتشونان (1981–2010) | البيانات المناخية لـتشونان (1981–2010) | البيانات المناخية لـتشونان (1981–2010) |
| الشهر                                       | يناير                                  | فبراير                                 | مارس                                   | أبريل                                  | مايو                                   | يونيو                                  | يوليو                                  | أغسطس                                  | سبتمبر                                 | أكتوبر                                 | نوفمبر                                 | ديسمبر                                 | المعدل السنوي                          |
| ------------------------------------------- | -------------------------------------- | -------------------------------------- | -------------------------------------- | -------------------------------------- | -------------------------------------- | -------------------------------------- | -------------------------------------- | -------------------------------------- | -------------------------------------- | -------------------------------------- | -------------------------------------- | -------------------------------------- | -------------------------------------- |
| الدرجة القصوى °م (°ف)                       | 16.5 (61.7)                            | 20.6 (69.1)                            | 23.3 (73.9)                            | 31.2 (88.2)                            | 31.5 (88.7)                            | 34.8 (94.6)                            | 37.7 (99.9)                            | 36.7 (98.1)                            | 33.9 (93.0)                            | 28.4 (83.1)                            | 24.1 (75.4)                            | 18.2 (64.8)                            | 37.7 (99.9)                            |
| متوسط درجة الحرارة الكبرى °م (°ف)           | 2.5 (36.5)                             | 5.3 (41.5)                             | 11.2 (52.2)                            | 18.6 (65.5)                            | 23.7 (74.7)                            | 27.2 (81.0)                            | 29.4 (84.9)                            | 30.1 (86.2)                            | 26.0 (78.8)                            | 20.3 (68.5)                            | 12.5 (54.5)                            | 5.4 (41.7)                             | 17.7 (63.9)                            |
| المتوسط اليومي °م (°ف)                      | −2.9 (26.8)                            | −0.4 (31.3)                            | 4.8 (40.6)                             | 11.5 (52.7)                            | 17.2 (63.0)                            | 21.5 (70.7)                            | 24.7 (76.5)                            | 25.1 (77.2)                            | 20.0 (68.0)                            | 13.3 (55.9)                            | 6.2 (43.2)                             | −0.1 (31.8)                            | 11.8 (53.2)                            |
| متوسط درجة الحرارة الصغرى °م (°ف)           | −7.9 (17.8)                            | −5.6 (21.9)                            | −1.0 (30.2)                            | 4.7 (40.5)                             | 11.2 (52.2)                            | 16.5 (61.7)                            | 20.9 (69.6)                            | 21.0 (69.8)                            | 15.0 (59.0)                            | 7.2 (45.0)                             | 0.8 (33.4)                             | −4.9 (23.2)                            | 6.5 (43.7)                             |
| أدنى درجة حرارة °م (°ف)                     | −23.9 (−11.0)                          | −19.9 (−3.8)                           | −9.7 (14.5)                            | −5.2 (22.6)                            | 2.0 (35.6)                             | 6.9 (44.4)                             | 12.5 (54.5)                            | 12.1 (53.8)                            | 3.0 (37.4)                             | −4.3 (24.3)                            | −10.4 (13.3)                           | −18.7 (−1.7)                           | −23.9 (−11.0)                          |
| الهطول مم (إنش)                             | 23.4 (0.92)                            | 26.4 (1.04)                            | 45.9 (1.81)                            | 61.4 (2.42)                            | 85.7 (3.37)                            | 133.1 (5.24)                           | 264.7 (10.42)                          | 298.3 (11.74)                          | 158.4 (6.24)                           | 53.1 (2.09)                            | 49.2 (1.94)                            | 26.8 (1.06)                            | 1٬226٫5 (48.29)                        |
| متوسط أيام هطول الأمطار (≥ 0.1 mm)          | 8.3                                    | 6.7                                    | 7.9                                    | 7.6                                    | 7.7                                    | 8.6                                    | 13.9                                   | 13.6                                   | 8.6                                    | 6.2                                    | 8.7                                    | 9.5                                    | 107.3                                  |
| متوسط الرطوبة النسبية (%)                   | 72.1                                   | 68.3                                   | 65.7                                   | 62.1                                   | 65.9                                   | 72.4                                   | 79.4                                   | 78.7                                   | 76.5                                   | 73.0                                   | 73.2                                   | 72.8                                   | 71.7                                   |
| ساعات سطوع الشمس الشهرية                    | 171.5                                  | 183.6                                  | 216.7                                  | 233.3                                  | 249.3                                  | 221.6                                  | 184.2                                  | 206.9                                  | 198.7                                  | 214.7                                  | 164.0                                  | 160.3                                  | 2٬412٫7                                |
| المصدر: Korea Meteorological Administration |                                        |                                        |                                        |                                        |                                        |                                        |                                        |                                        |                                        |                                        |                                        |                                        |                                        |

## الرموز
- شجرة المدينة: الصفصاف.
- زهرة المدينة: زهرة الجرس الذهبي.
- طير المدينة: الحمامة.
- حيوان المدينة: التنين.

## المدن الشقيقة
- بيفيرتون، أوريغون.[6] منذ 1 مايو 1989.
- شيجياتشوانغ، خبي، الصين.

## المدن الصديقة
- بويوكجكميجيه، إسطنبول، تركيا.
- ويندينغ، شاندونغ، الصين.

## أعلام
- جانغريول ملكة جوسون
- لي وانغ-بيو

## وصلات خارجية
- الموقع الرسمي للمدينة.